# Bundestagswahlkreis Wittenberg – Gräfenhainichen – Jessen – Roßlau – Zerbst
Der Bundestagswahlkreis Wittenberg – Gräfenhainichen – Jessen – Roßlau – Zerbst war von 1990 bis 2002 ein Wahlkreis in Sachsen-Anhalt. Er besaß die Nummer 288 und umfasste die Landkreise Wittenberg, Gräfenhainichen, Jessen, Roßlau und Zerbst. Im Rahmen der Wahlkreisreform von 2002, bei der die Anzahl der Wahlkreise in Sachsen-Anhalt von dreizehn auf zehn reduziert wurde, wurde das Gebiet des Wahlkreises auf die Wahlkreise Anhalt und Elbe-Havel-Gebiet aufgeteilt.
Der letzte direkt gewählte Wahlkreisabgeordnete war Engelbert Wistuba (SPD).

## Wahlkreissieger
| Wahl | Name              | Partei | Erststimmen |
| ---- | ----------------- | ------ | ----------- |
| 1998 | Engelbert Wistuba | SPD    | 37,5 %      |
| 1994 | Ulrich Petzold    | CDU    | 42,7 %      |
| 1990 | Ulrich Petzold    | CDU    | 41,1 %      |